# Мугхона
Мугхана, мугхона, мукхона, мутхона (тадж. Muğhona, досл.: «дом мага») — культовые погребальные наземные сооружения из каменного материала в некоторых регионах Центральной Азии. Термин — сложносоставное слово, первая часть которого — муг, мук, мут — происходит от персидского маг (перс. مغ‎ , зороастрийский жрец, он же мобед); вторая часть слова — от таджикского тадж. hona — хона или иногда хана — «дом», «жилище», «обитель», «место».
«Мугхона» в Ферганской долине и прилегающих областях представляет собою упорядоченную кладку погребальных сооружений, которые относят к I—III векам. Эти сводчатый объем с прямоугольным проемом сбоку, возведённый без раствора из необработанных камней. В плане мугхоны круглы, диаметр достигает 8 м, толщина стен около 2 м, высота снаружи до 3 — 3,5 м.
Эти весьма древние мемориальные памятники свидетельствуют о наличии в Фергане различных обрядов и культов, существовавших здесь задолго до ислама. По преданию, в этих сооружениях захоронены муги или маги, поклонявшиеся огню. Отсюда и происхождение названия этих погребальных сооружений.
Таджикский историк Бободжан Гафуров в 1989 пишет:
…В Ферганской долине [это] …погребальные памятники, расположенные в Кураминском хребте… Здесь от посёлка Курук-сай до Ашта и Пангаза имеется множество могильников, …которые местное население называет курумы, что означает «скопление камней» или [также называет могильники]  мутхона — «дома мугов»